# Transgender Netwerk Nederland
Transgender Netwerk Nederland (TNN) is een stichting die zich landelijk inzet voor de emancipatie van transgender personen en hun sociale netwerk.

## Activiteiten
Het TNN is op een aantal manieren actief, zoals belangenbehartiging, emancipatie, netwerkopbouw van en voor transgender personen en het netwerk wordt regelmatig uitgenodigd om te vertellen over standpunten en de behoeften van transgender personen. Het TNN werkt samen met zogenaamde trans-ambassadeurs. Dit zijn mensen die zich actief inzetten voor emancipatie van transgender personen, zowel op lokaal niveau als landelijk. Verder heeft het TNN een discriminatiemeldpunt.
Het netwerk voerde samen met COC Nederland in 2015 campagne voor een wettelijk verbod op transgenderdiscriminatie. Minister Plasterk van Binnenlandse Zaken zei in een reactie op de campagne dat het verbod op seksediscriminatie deze problematiek dekt en er slechts een explicietere toelichting zou moeten komen. Daarop dienden de Kamerleden Keklik Yücel (PvdA), Vera Bergkamp (D66) en Liesbeth van Tongeren (GroenLinks) alsnog een wetsvoorstel in. Plasterk heeft daarop aangekondigd dat er een wetswijziging zou komen. Deze is op 1 november 2019 ingegaan, zie Algemene wet gelijke behandeling.
In 2017 werd TNN-voorzitter Corine van Dun door D66 gekandideerd voor de Tweede Kamerverkiezingen.